# وایولا (آرکانزاس)
وایولا (به انگلیسی: Wyola) یک منطقهٔ مسکونی در ایالات متحده آمریکا است که در شهرستان واشینگتن، آرکانزاس واقع شده‌است. وایولا ۴۵۱٫۱۱ متر بالاتر از سطح دریا واقع شده‌است.